# Phrurolithus faustus
Phrurolithus faustus är en spindelart som beskrevs av Paik 1991. Phrurolithus faustus ingår i släktet Phrurolithus och familjen flinkspindlar. Inga underarter finns listade i Catalogue of Life.